# Leslie Kaplan

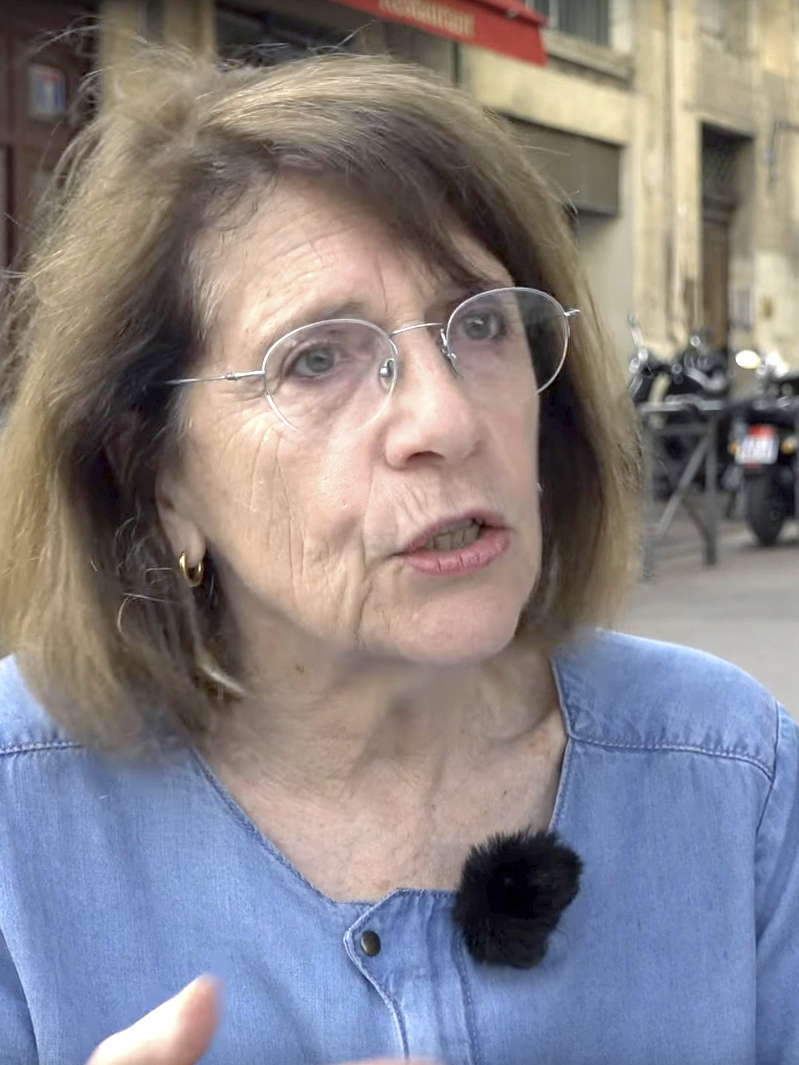

Leslie Kaplan (Nova York, 1943) é uma escritora francesa.
Nascida nos Estados Unidos, mudou-se para a França com os pais em 1946. Ganhou o Prêmio Wepler de 2012 por seu livro Millefeuille.

## Obras
- L’Excès-l’usine, 1982 - Editions P.O.L.
- Le Livre des ciels, 1983 - Editions P.O.L.
- Le Criminel, 1985 - Editions P.O.L.
- Le Pont de Brooklyn, 1987 - Editions P.O.L.
- L’Épreuve du passeur, 1988 - Editions P.O.L.
- Le Silence du diable, 1989 - Editions P.O.L.
- Les Mines de sel, 1993 - Editions P.O.L.
- Depuis maintenant, miss Nobody Knows, 1996 - Editions P.O.L.
- Les Prostituées philosophes, 1997 - Editions P.O.L.
- Le Psychanalyste, 1999 - Editions P.O.L.

No Brasil: O Psicanalista (Companhia das Letras, 2001)
- Les Amants de Marie, 2002 - Editions P.O.L.
- Les Outils, 2003 - Editions P.O.L.
- L’Enfer est vert, 2006 - Inventaire/Invention

No Brasil:O Inferno é Verde (Luna Parque, 2018)
- Fever 2005  - Editions P.O.L.
- Toute ma vie j’ai été une femme, 2008 - Editions P.O.L.
- Mon Amérique commence en Pologne, 2009 - Editions P.O.L.
- Louise, elle est folle, 2011 - Editions P.O.L.
- Les Mots, 2011 - Publie.net
- Millefeuille, 2012  - Editions P.O.L.
- Déplace le ciel, 2013 - Editions P.O.L.
- Mathias et la Révolution, 2016 - Editions P.O.L.